# Anolis poncensis
Espèce
Synonymes
- Ctenonotus poncensis (Stejneger, 1904)

Anolis poncensis est une espèce de sauriens de la famille des Dactyloidae. 

## Répartition
Cette espèce est endémique de Porto Rico.

## Description
Les mâles mesurent jusqu'à 44 mm et les femelles jusqu'à 40 mm.

## Étymologie
Son nom d'espèce, composé de ponc[e] et du suffixe latin -ensis, « qui vit dans, qui habite », lui a été donné en référence au lieu de sa découverte, la ville de Ponce.

## Publication originale
- Stejneger, 1904 : The herpetology of Porto Rico. Annual Report of the United States National Museum for 1902, p. 553-724 (texte intégral).